# Каламандалам Кальяникутти Амма
Каламандалам Кальяникутти Амма (малаял. കലാമണ്ഡലം കല്യാണിക്കുട്ടിയമ്മ; 1915—1999) — исполнительница классического индийского танца в стиле мохини-аттам, чьё имя связано с возрождением традиции этого танца.

## Биография

### Ранние годы
Родилась в 1915 году в деревне Тирунавайя (ныне округ Малапурам, штат Керала) и была одной из шести детей в семье Шри Деви Амма и Панандал Говинда Менон.
В те времена была огромная разница в отношении и методах воспитания мальчиков и девочек. Девочек видели, но не слышали. С раннего детства Кальяникутти Амма всегда имела свое собственное мнение и бросила вызов традициям. Она была во всех смыслах сорванцом. Родители пытались её усмирить, но не могли удержать девочку от состязательности с мальчиками в беге, плавании и скалолазании. Она даже пробовала заниматься йогой и боевым искусством Каларипаятту, что в те времена считалось непримлемым для девочек.
Как было принято в ортодоксальных семьях, её формальное и школьное обучение закончилось после 8 класса. Но девочка оставалась активной, сочиняла стихи и писала короткие рассказы, которые появились в газетах под именем Кальяни Кутти. Что касается танца, то за исключением короткого эпизода в постановочном спектакле, она не видела ни единого танцевального выступления.

### Обучение в Керале Каламандалам
Когда ей исполнилось 22, она стала ощущать себя обузой для семьи, поскольку была ещё не замужем. Обстановка в семье вынудила её написать кузине, учительнице в государственной школе Шуранур, попросив помощи в организации её обучения литературе на малаялам с целью получения диплома и самостоятельного заработка. Кузина взяла её в Шуранур, и однажды они нанесли визит поэту Валлаттолу Нараяна Менон, чтобы приобрести или посмотреть некоторые из его неопубликованных рукописей.
Валлаттол был основателем и руководителем школы искусств Керала Каламандалам. На момент его знакомства с Кальяникутти, школа существовала уже 7 лет и обучались там только мальчики.
В то время как девочки из богатых семей не проявляли интереса к занятиям танцем. В этих условиях, когда Валлатхол узнал о желании Амма зарабатывать самой себе на жизнь, он вдохновил её обучаться танцу и записал её студенткой в Каламандалам.
Кальяникутти в то время была немного полной и предложение учиться танцу удивило её. Но Мадхава, один из учителей, убедил её, что не стоит беспокоиться о лишнем весе. За 6 месяцев регулярные занятия привели её в надлежащую физическую форму.
Занятия были строгие и дотошные. Студенты вставали в 02:30, ночью задолго до Восхода Солнца, и начинали занятия в 03:00. Ученики сидели на полу вокруг лампы и делали упражнения для глаз, век, бровей, губ, щек и т. д. Через 2 часа они вставали и выполняли мэй-садхакам — круговые движении. Затем в 7 часов  был часовой перерыв на завтрак и утренний туалет. С 8 до 12 был урок танца и час танцевальной драмы Катхакали. После обеда, с 14 до 16, были уроки хинди и английского. С 16 до 18 проходил ещё один урок танца. Затем молитва и ужин. После ужина уроки по пантомиме. Спать ложились в 21.30.

### Первая танцовщица Мохини Аттам
Арангетрам — полная программа в стиле Мохини Аттам, символизирующая окончание процесса обучения, был исполнена Кальяникутти в 1939 году. После этой программы она встала перед выбором: наследовать семейную собственность или продолжать танцевать, и выбрала танец. Этот выбор практически разорвал её связи с семьей, как впрочем и с социальной жизнью.
В 1940 она вышла замуж за Кришнана Наира — артиста и учителя в академии искусств Керала Каламандалам. Свадьба была скромной, присутствовало только 5 человек. Около трех лет она была домохозяйкой, после чего снова возобновила преподавание.
В 1952 они с мужем открыли свой институт танца — Керала Калалаям, где обучались 56 студентов. В институте преподавались танцы в стиле Мохини Аттам и бхаратнатьям, танцевальная драма катхакали, музыка и ударный инструмент мридангам.

## Вклад и наследие
Амма считала, что миссия обучать и пропагандировать Мохини Аттам была дана ей свыше через её учителя и вдохновителя — Валлаттола. Сам Валлаттол говорил:

Я дал театральной драме Катхакали то место, которое оно заслуживает. Мохиниаттам я реформировал. Но не дал этому искусству то место, на котором оно должно быть. Ты должна сделать что-то для этого танца.
Кальяникутти часто говорила, что ей пришлось бороться за сохранение стиля Мохиниаттам в полном одиночестве. В середине прошлого века, как и в настоящее время, каждый создавал свой стиль и называл его Мохиниаттам. Много споров вокруг Мохиниаттам было в 1960-е. Это касалось и художественной формы, и репертуара, оттенков и способам передачи чувств, а также костюма.
Мохиниаттам критиковали за чрезмерную чувственность и элементы вульгарности. Кальяникутти всегда подчеркивала и делала акцент на сути танца — выражения бхакти, любви, в основе которой заложена базовая идея: когда дживатма, индивидуальная душа, ищет параматму, высшую душу и стремиться к союзу с ней.
В версии Кальяникутти, стиль Мохиниаттам не имеет элементов других стилей классического танца — Бхаратнатьяма и Катхакали. Кальяникутти настаивала на устойчивой позиции ног, не широкой посадке, грациозных вращений верхней части тела.
Кальникутти Амма написала книгу обистории Мохини Аттам на малаялам.
Для программы стиля Амма взяла такие танцевальные формы, как Чоликетты, Джатисварам, Варнам, Падам, Тилану, Шлоку и Шабдам которые могли составить спектакль протяженностью 4-5 часов. Хотя Шабдам мог продолжаться часами, в его основу были положены мифологические повествования о Боге Шиве или Раме.
Для исполнения танца Кальяникутти использовала типичное для Кералы сари с узкой, простой окантовкой золотого цвета. Волосы убирались в прическу «кичка», которая крепилась по центру, что было кардинальным отличием школы Кальяникутти от остальных. Для украшения волос использовалось 3 элемента — символ Солнца (с правой стороны), символ Луны (с левой стороны) и центральное украшение по пробору.

### Ученики
Амма передала свое искусства двум дочерям — Шридеви Раджан и Кала Виджаян. Её внучка — Смитха Раджан — известная исполнительница Мохиниаттам.
Среди её учениц были Мриналини Сарабхаи и Дипти Омчери Бхала.
Она передала искусство нескольким иностранкам, среди которых была единственная русская — Милана Северская (Мандира). За год до своего ухода, в августе 1996 года, Амма лично благословила Милану на её арангетрам и на продолжение традиции стиля Мохиниаттам. Её внучка — Смитха Раджан, спела композицию Чоликетты на арангетраме Миланы, который прошёл 5 сентября 1996 года в городе Коччи, Керала.
Милана Северская создала в Санкт-Петербурге первую за пределами Индии школу Мохиниаттам. Милана поставила в созданном ей Театре Натьи спектакль памяти Кутти Амма, в котором можно увидеть хореографию Кальяникутти Амма.
При помощи учеников Академии искусств Натьи (Санкт-Петербург) снят документальный фильм в котором можно увидеть уроки и пояснения к танцу, которые Кутти Амма давала в глубокой старости.

### Награды
- 1978 — Премия Академии Сангит Натак

### Хореография
2 Варнама, 12 Падамов, 2 Тиланы, 3 шлоки, 2 Шабдама, 4 полных балета.